# Świnia wisajska
Świnia wisajska (Sus cebifrons) – gatunek ssaka, kopytnego z rodziny świniowatych (Suidae). Zamieszkuje kilka wysp na Filipinach, jednak została wytrzebiona na prawie całym dawnym zasięgu swego występowania. Zamieszkuje tropikalne lasy od poziomu morza do wysokości 1600 m, wobec wylesiania niższych terenów wycofuje się wyżej. Jest wszystkożercą. Żyje w grupach rodzinnych liczących zwykle do tuzina świń z jednym samcem i kilkoma maciorami. Ciąża trwa 118 dni i kończy się porodem 3–4 prosiąt o pasiastym ubarwieniu. Dorosły osobnik wyróżnia się grzywą na głowie i grzbiecie, w sezonie godowym opadającą samcowi na oczy. Gatunek krytycznie zagrożony wyginięciem z powodu niszczenia siedlisk, polowań dla rozrywki, mięsa i odwetu za zniszczone uprawy ze strony rolników oraz hybrydyzacji ze świnią domową.

## Genetyka
Badania genetyczne populacji hodowlanej wskazały niewielką zmienność oraz niedawne rozejście się linii ewolucyjnych, a także skutki chowu wsobnego. Analiza k-mer oszacowała wielkość genomu na 2,25 miliarda par zasad. Dokładniejsze badania wskazały 2 459 328 531 par zasad. Genom obejmuje 21 253 genów kodujących długości średnio 2,5 kb. Elementy powtarzalne stanowią 43,9% genomu, nieznacznie więcej niż u świni domowej. Elementy wysoce konserwatywne w liczbie 16,6 miliona zajmują 7,5% genomu. Występują 34 chromosomy z centryczną fuzją SSC13/16 i SSC14/18, w efekcie której wytworzyły się największa i trzecia pod względem wielkości para chromosomów. Koliste mtDNA liczy 16 560 par zasad.

## Budowa

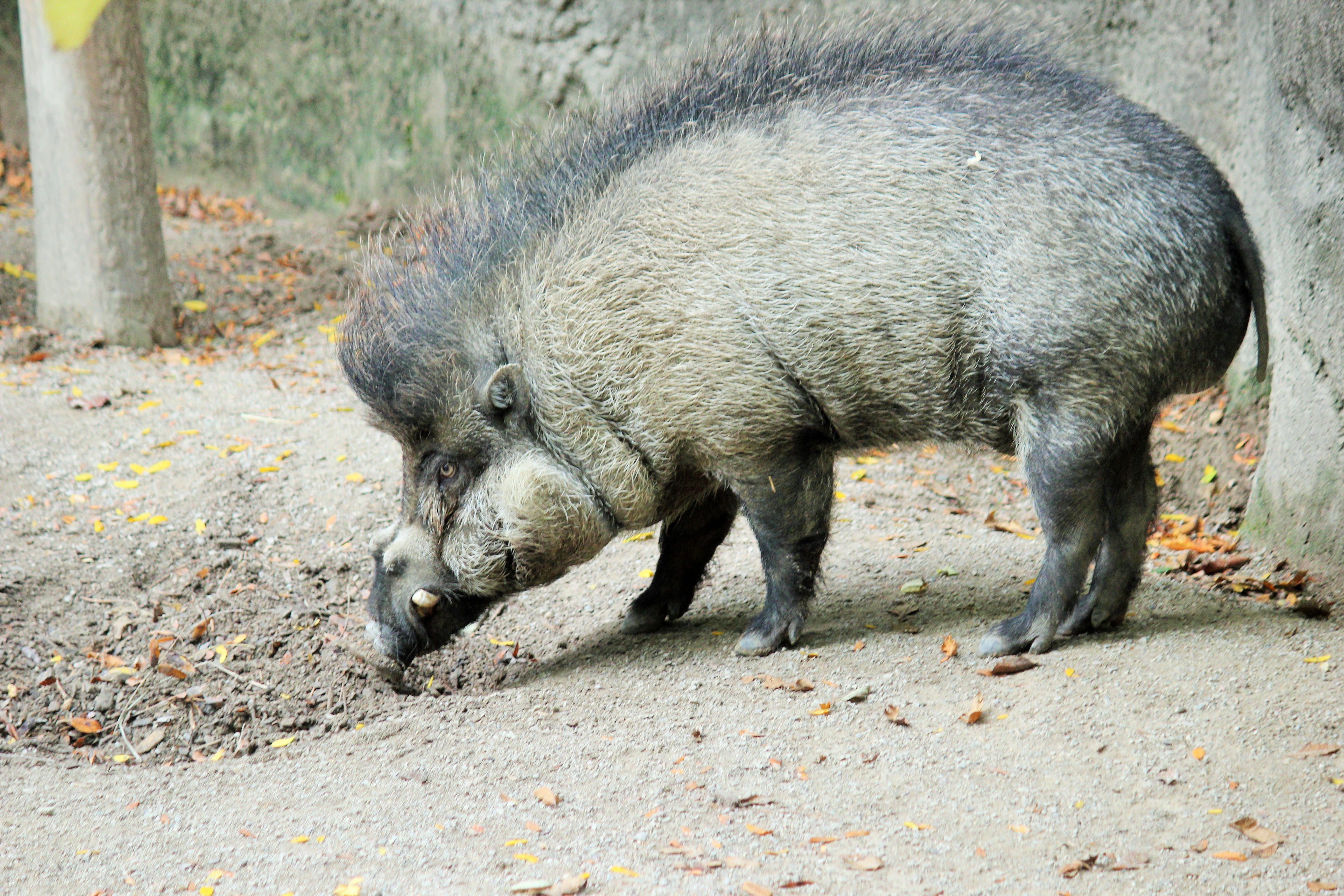
Świnia wisajska nosi na głowie i grzbiecie pokaźną grzywę

Długość głowy i tułowia wynosi około 100 cm, do czego dochodzi 23 cm ogona. Wysokość w kłębie wynosi u samców do 63 cm, u samic zaś od 30 do 45 cm. Odyniec waży zwykle między 35 a 40 kg, podczas gdy locha od 20 do 35 kg. Zdarza się, że samiec waży czterokrotnie więcej od samicy (dymorfizm płciowy). Maksymalnie osobniki ważyły 80 kg. Świnia wisajska jest niewielka w porównaniu ze swymi krewnymi. Ustępuje wielkością dzikowi euroazjatyckiemu, którego przedstawiciele osiągać mogą do 200 cm i 320 kg, będąc z drugiej strony większą od świneczki karłowatej, dorastającej 66 cm i 9 kg.
Ciało świni wisajskiej porasta futro. U samic ma ono barwę czarnoszarą, podobnie u osobników młodocianych, u dorosłych samców raczej czarno-płowe. Od głowy ku grzbietowi tworzy ono grzywę, lepiej rozwiniętą u samców przystępujących do rozrodu. Na początku okresu rozrodu rośnie ona, na jego końcu często opada samcowi na twarz, zakrywając mu oczy, a sięga aż do lędźwi. Podobna grzywa nie występuje u pokrewnych gatunków. Na podgardlu widnieją też kępki włosów białego koloru. Na pysku widnieje pas barwy białej, pozwalający odróżnić świnię wisajską od świni samotnej czy filipińskiej, podobny do obserwowanego u świni palawańskiej, od której odróżnić można świnię wisajską po nieobecności brody. Zupełnie inne ubarwienie występuje u pasiastych czarno-pomarańczowobrązowych prosiąt. Czarne pasy są zazwyczaj cztery, z których dwa okalają jaśniejszy grzbietowy pas pośrodkowy, dwa kolejne zaś biegną niżej, bokami. Opisano pewną zmienność ubarwienia dorosłych świń wisajskich zależnie od wyspy. Zwierzęta z Panay były bardziej szare, a mniej czarne na bokach, lepiej wyrażony pas na pysku, a także bujniejszą grzywę. Z kolei świnie z Negros mają na głowie ciemne czerwonobrązowe bądź czarne kępki włosów, poprzetykane jaśniejszymi włosami barwy słomianej czy czerwonej.

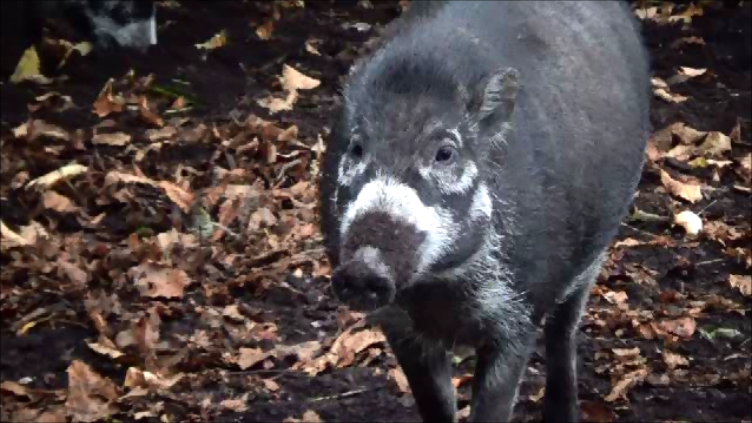
Charakterystyczne ubarwienie twarzy

Świnia wisajska zalicza się do gatunków określanych po angielsku Warty Pigs, świń nazywanych tak od brodawek zdobiących twarze. Jednakże w porównaniu z jej krewnymi brodawki te nie są u świni wisajskiej pokaźne.
Świnie z Negros mają bardziej prostą czaszkę ze sklepieniem bardziej zaokrąglonym. Osobniki z wyspy Cebu mogły mieć sklepienie bardziej wklęsłe, ale Meijaard i inni zauważają, że zbadana próbka populacji była niewielka.
Kły szczękowe proste.
Wzrok świniowate mają słaby, co nadrabiają dobrym węchem. Świnia wisajska ma w genomie 1163 geny kodujące receptory węchowe, z czego 921 funkcjonalnych. Wykrywane zapachy to choćby mięta, kminek, korzenny i owocowy. Świnie słabo wykrywają smak słony, a w odpowiednim genie receptora świni wisajskiej znaleziono delecje.

## Systematyka

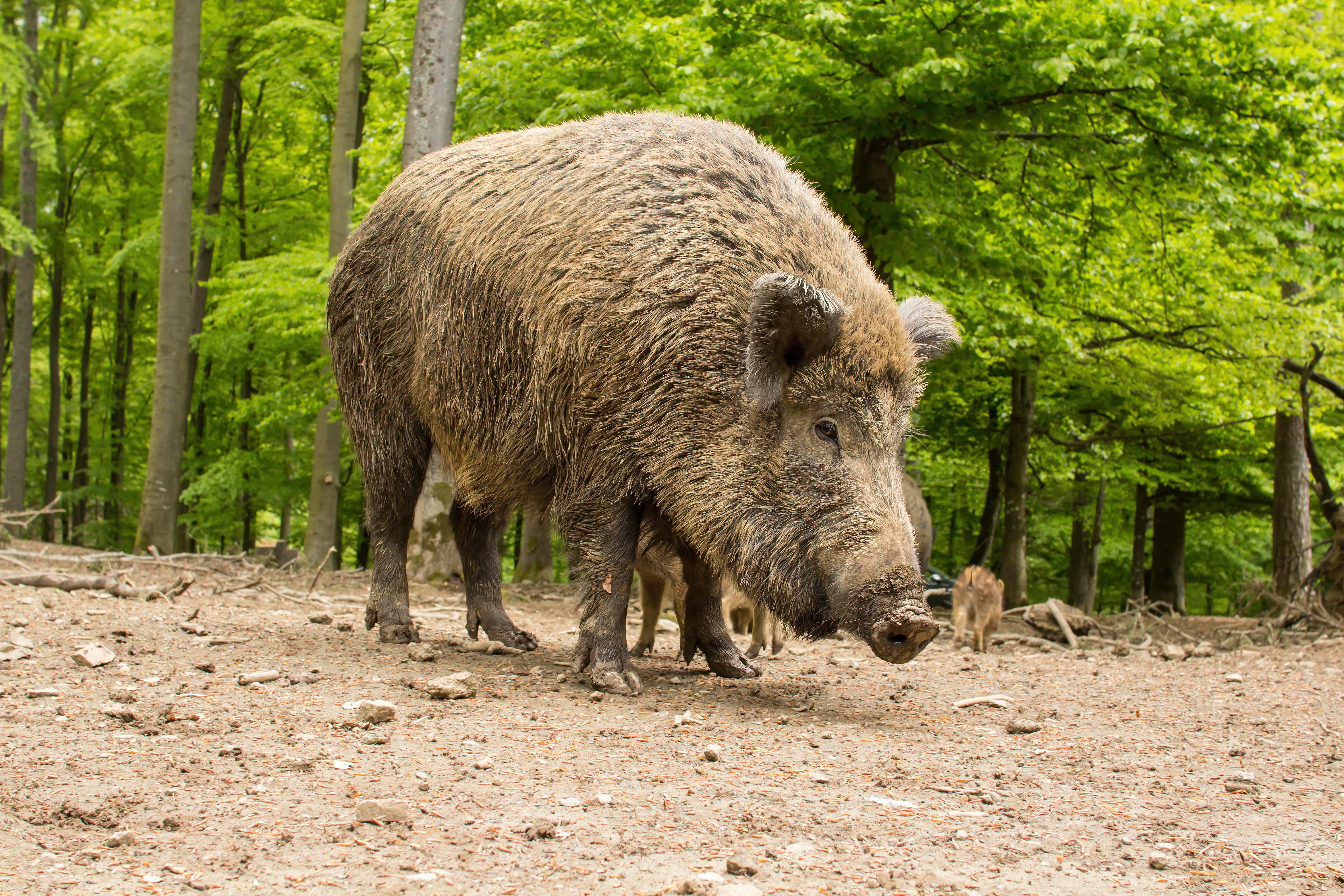
Świnia wisajska należy do tego samego rodzaju, co dzik euroazjatycki

Świnia wisajska zalicza się do rodziny świniowatych (Suidae). Obecnie rodzinę tę reprezentuje 18 gatunków. Wszystkie należą do tej samej podrodziny Suinae, która pojawiła się w Europie bądź na zachodzie Azji w środkowym miocenie. Następnie uległy radiacji adaptacyjnej, dzieląc się na liczne rodzaje w kilku plemionach, do których należą Suini. Plemię to obejmuje współczesny rodzaj Sus, czyli świnia. Świnie te dzieli się dalej na dwie główne grupy w zależności od wyglądu twarzy. Do pierwszej należy dzik euroazjatycki, gatunek o gładkiej twarzy liczny w podgatunki. Do drugiej należą gatunki zwane po angielsku Warty Pigs, czyli świniami brodawkowatymi, noszące na twarzy brodawki. Do nich właśnie należy świnia wisajska. Ich różnicowanie, związane z oddzielaniem się populacji na wyspach, przypada na pliocen, pomiędzy 4 a 2,5 milionami lat temu. Wydaje się świnia wisajska najbardziej bazalnym gatunkiem z tej grupy.
Nowy gatunek opisał w 1888 roku Heude, nadając mu nazwę Sus cebifrons. Nazwy tej używa się także obecnie. Jako miejsce typowe autor wskazał wyspę Cebu na Filipinach. Lektotyp wyznaczono w 2001 roku, jest nim czaszka dorosłego samca bez kłów i górnego siekacza (sygnatura BIZ NS 4a) ze zbiorów Beijing Institute of Zoology, przy Chińskiej Akademii Nauk; okaz został zebrany przez S. Faurę. Podgatunek negrinus formalnie opisał w 1952 roku amerykański teriolog Colin Campbell Sanborn. Miejsce typowe to Pagyabunan, Bais, wyspa Negros, Filipiny. Holotyp to skóra i czaszka dorosłego samca (sygnatura FMNH Mammals 66324) ze zbiorów Muzeum Historii Naturalnej w Chicago; okaz zebrał 3 maja 1949 roku filipiński zoolog Dioscoro Siarot Rabor. Późniejsi autorzy nie zawsze przyznawali jednak świni wisajskiej status odrębnego gatunku. Uznawano go za podgatunek innych Warty Pigs, świni celebeskiej, filipińskiej bądź brodawkowatej, uznając odrębność dopiero w 1997 roku. Niekiedy zaliczano go do grupy gatunków tej ostatniej. Badania kraniometryczne lokowały świnię wisajską jako takson siostrzany świni celebeskiej kladu złożonego ze świń celebeskiej i samotnej. Jednakże badania filogenetyczne wsparły status świni wisajskiej nie tylko jako odrębnego gatunku, ale też najbardziej oddalonego od innych Warty Pigs. Oddzielenie się świni wisajskiej od domowej (badano genom Duroc pig) nastąpiło 3,6 miliona lat temu przy tempie mutacji 4,1 * 10-10 na pokolenie. Niektóre badania genetyczne (mtDNA) wskazywały na bliskie pokrewieństwo świni wisajskiej i świni palawańskiej, wydaje się jednak, że wyniki te wytłumaczyć można hybrydyzacją pomiędzy gatunkami, natomiast świnia palawańska zdaje się być bliską krewną świni brodatej.

### Podgatunki
Wyróżniono dwa podgatunki Sus cebifrons:
- Sus cebifrons cebifrons – świnia cebuańska – takson uważany za wymarły[4]
- Sus cebifrons negrinus – świnia negrosańska.

Badania mtDNA zasugerowały możliwość istnienia kolejnego podgatunku na Panay, niepewny pozostaje także status populacji z Manbate, znanej z pojedynczego okazu.

### Etymologia
- Sus: łac. sus, suis ‘świnia’, od gr. συς sus ‘świnia, wieprz’[16].
- cebifrons: Cebu, Filipiny; łac. frons, frontis ‘czoło’[17].
- negrinus: Negros, Filipiny[3].

## Tryb życia

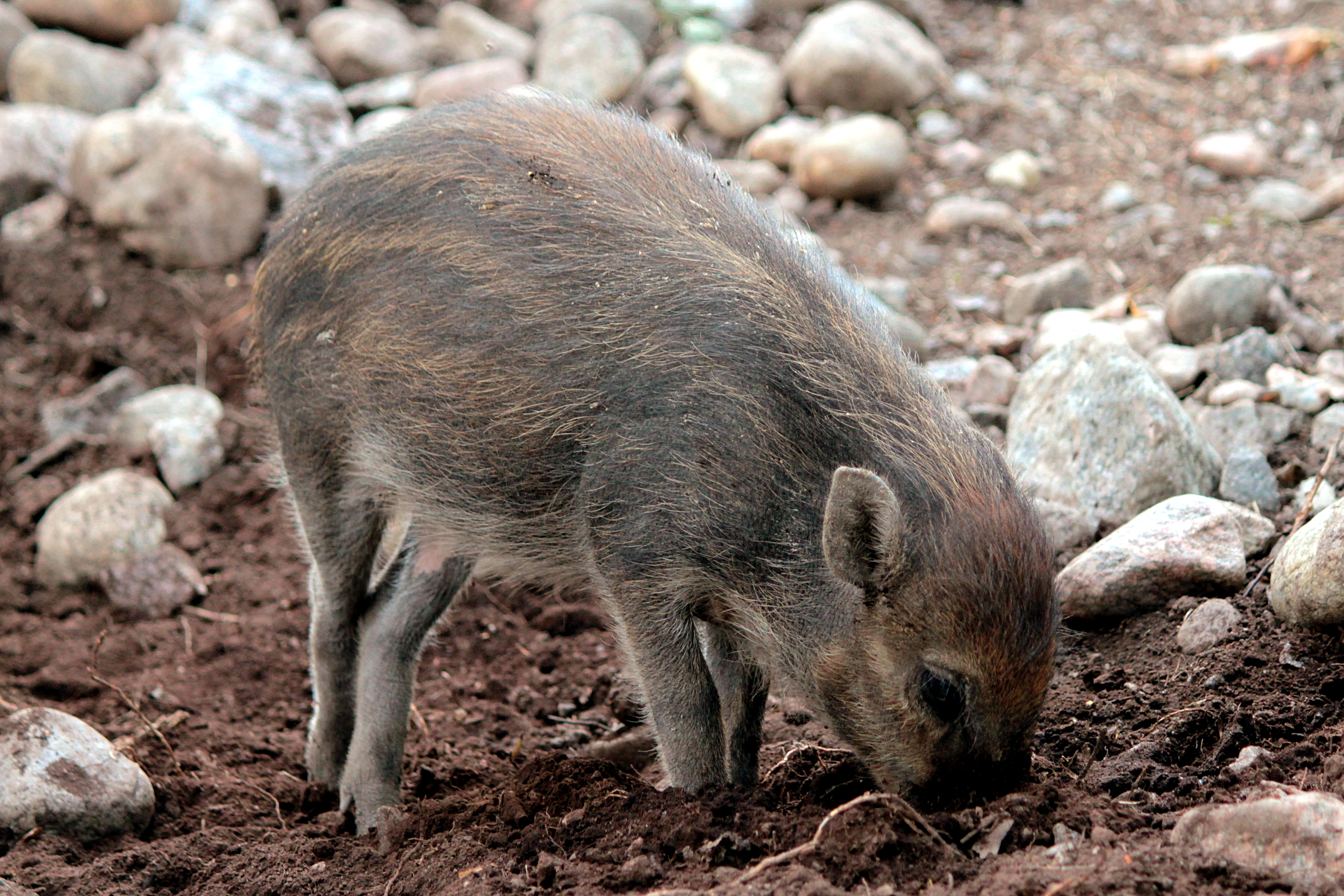
Prosięta cechują się pasiastym umaszczeniem

Świnia wisajska żyje w niewielkich grupach, liczących do tuzina osobników, większe grupy może też tworzyć w razie sprzyjających warunków środowiskowych. Nie stanowi to wyjątku wśród świniowatych. W grupie występuje zwykle pojedynczy odyniec, któremu towarzyszą trzy–cztery lochy wraz z młodymi samicami i samcami. Także w niewoli samce i samice trzyma się razem. Opisuje się te zwierzęta jako przyjacielskie, skłonne do zabaw, społeczne.
Większość informacji dotyczących rozrodu świni wisajskiej pochodzi z obserwacji zwierząt trzymanych w niewoli. Okres rozrodu rozpoczyna się w listopadzie. Samcom rosną grzywy. Okres godowy kończy się przełomem marca i kwietnia. Po kopulacji z samcem samica zachodzi w ciążę trwającą około 118 dni. Na tydzień bądź dwa przed datą porodu opuszcza grupę rodzinną, by udać się w odosobnienie. Wykazuje wtedy zachowania agresywne wobec innych przedstawicieli swego gatunku. Sporządza gniazdo. Jest to pierwszy gatunek świniowatych, w przypadku którego zaobserwowano użycie narzędzi (w jej przypadku za pomocą łopatki z kory do kopania owalnego gniazda dla młodych wyłożonego liśćmi na drugim etapie budowy). W gnieździe tym wydaje na świat młode, zwykle w nocy. Miot liczy najczęściej od dwóch do czterech noworodków, rekord odnotowany w niewoli wynosi pięć prosiąt, aczkolwiek celem ochrony zdrowia matki musiano wcześniej odstawić je od piersi. Matka opiekuje się nimi i broni przed zagrożeniami. Przez pierwsze dni nie dopuszcza do nich nawet ojca, nie mówiąc o innych samcach czy człowieku, a doprowadzona do konieczności może wykazywać zachowania agresywne. Prosięta noszą naprzemienne pasy barwy czarnej i pomarańczowobrązowej. Pasiaste umaszczenie często występuje u młodych świniowatych. Prosięta tracą je w wieku 7–9 miesięcy. W wieku tygodnia życia zaczynają przyjmować stały pokarm, jednak matka karmi je mlekiem przez pierwsze półrocze ich życia. Po ukończeniu pierwszego roku życia nabierają barw dorosłego osobnika. Dojrzałość płciową osiągają w wieku dwóch–trzech lat. Dwuletni samiec potrafi być dojrzały pod względem rozrodczym, ale nie ma jeszcze wszystkich cech dojrzałego zwierzęcia. Samica potrafi rodzić co 8–12 miesięcy. Długość pokolenia 7 lat. Długość życia w niewoli wynosi do 18 lat.
Opisywano krzyżówki świni wisajskiej ze świnią domową, z osobnikami zbiegłymi czy wypuszczonymi przez rolników. Stworzenia takie lepiej radzą sobie na terenach wylesianych. Można je rozpoznać po krótszym pysku, większych uszach, mniejszych grzywach, bardziej korpulentnym tułowiu, a niekiedy i łaciatym ubarwieniu. Świnia wisajska mogła krzyżować się też ze świnią palawańską, w wyniku czego niektóre badania genetyczne widzą w świni palawańskiej bliską krewną świni wisajskiej.
Zwyczaje dzikiej świni wisajskiej również poznane zostały słabo, jako że zachowała się ona jedynie w odległych, niedostępnych obszarach, wybita na większej części swego dawnego zasięgu występowania. Unika ona człowieka, choć zdarza jej się buszować w plonach. Aktywność zachowuje głównie nocą.

## Rozmieszczenie geograficzne
Świnia wisajska ma ograniczony zasięg występowania. Jest endemitem Filipin, jak pewni inni przedstawiciele swego rodzaju. Zajmuje zachodnie Wyspy Wisajskie, wśród których wymienia się Negros i Panay, podczas gdy co do Masbate występują wątpliwości. Jaka to świnia zamieszkiwała Siquijor, zanim ją wytępiono, nie wiadomo, ale na większych wyspach na wschodzie od linii Huxleya świnię wisajską zastępuje świnia celebeska, wyjątek stanowi Mindoro zasiedlane przez świnię samotną.

## Ekologia
Świnia wisajska to zwierzę leśne. Zamieszkuje lasy pierwotne i wtórne, sięgające od poziomu morza aż do wysokości 1600 m. Z uwagi na rabunkowy wyręb lasów na niższych wysokościach ogranicza się coraz bardziej do izolowanych lasów powyżej 800 m. W górach zasiedla lasy omszałe. Niewielkie liczby świń wisajskich widywano w siedliskach zniszczonych ręką ludzką, takich jak kępy roślinności trawiastej Imperata cylindrica. Po pierwsze warunkiem jest jednak zachowanie gęstej okrywy, po drugie badacze mają wątpliwości co do statusu taksonomicznego zamieszkujących takie siedliska świń. Nie można bowiem wykluczyć, że nie chodzi tu wcale o czystej krwi dzikie świnie wisajskie, ale raczej o krzyżówki spłodzone przez świnie wisajskie i zdziczałe świnie domowe. Podobny problem notowano także w przypadku innych dzikich świń, a sprzyja mu wypuszczanie świń przez hodowców.
Doniesienia z niewoli wskazują na korzystanie przez świnie wisajskie z otwartych zbiorników wodnych i błotnych. Prawdopodobnie podobne zwyczaje mają i dzikie osobniki. Nie odbiegałoby to od postępowania innych świniowatych, lubiących wylegiwać się w błocie.
Świnia wisajska jest wszystkożercą, czym nie różni się od innych przedstawicieli swej rodziny. Konsumuje różnorodne rośliny i zwierzęta. Wśród roślin wymienia się Lithocarpus, Platea excelsa czy Dillenia reifferscheidia, pnącza, palmy, banan, nie stroni także od upraw awokado czy kolokazji jadalnej. Lithocarpus, Platea excelsa prawdopodobnie potrzebują świń wisajskich do rozprzestrzeniania nasion. Ze zwierząt spożywa pierścienice. Obserwacje z natury należą do rzadkości, wiedza o menu tego gatunku pochodzi raczej z badań kału i nasłuchiwań. W niewoli świniom wisajskim podawano zboża, warzywa, owoce, ulistnione gałązki i trawy, karmiąc je także z powodzeniem gryzoniami.

## Zagrożenia i ochrona

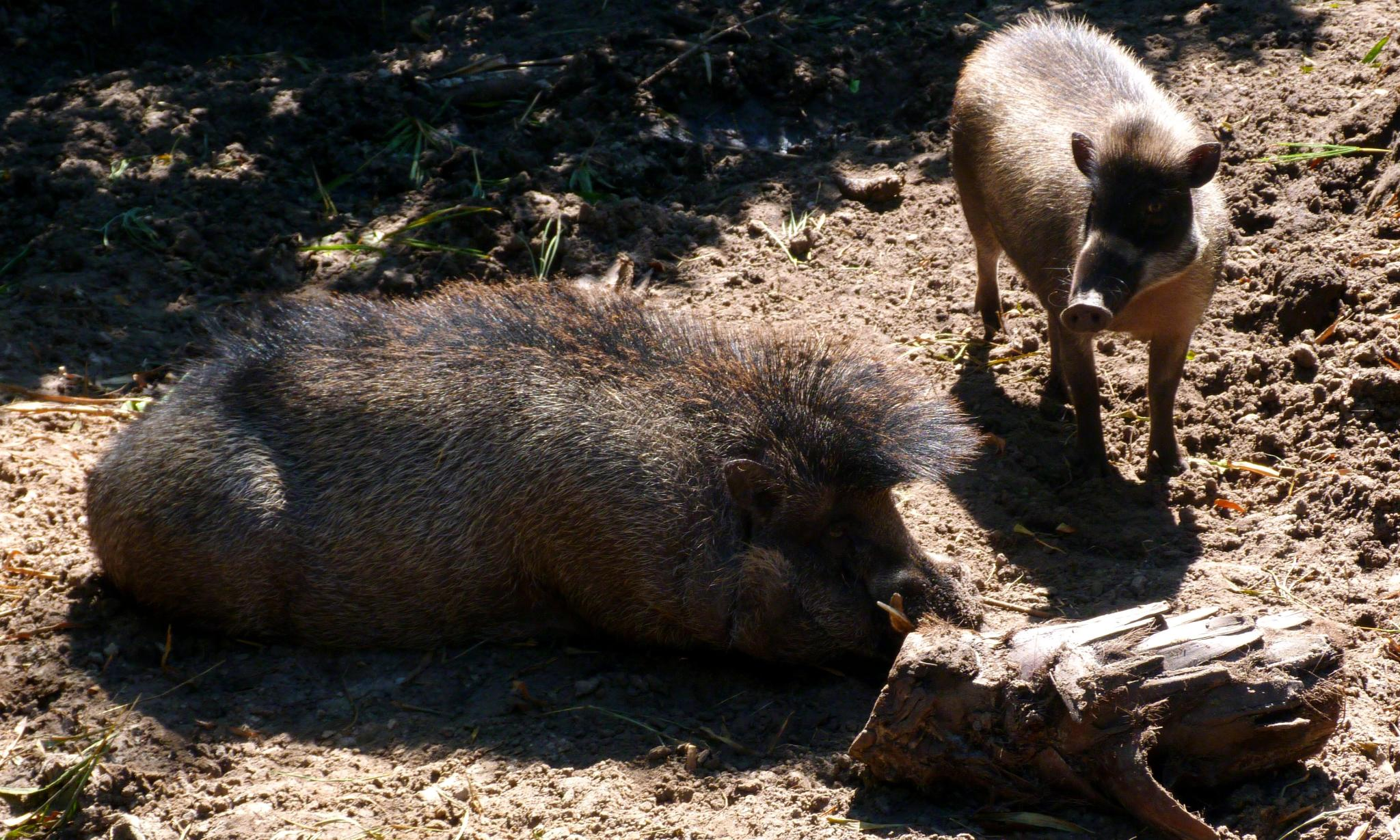
Świnię wisajską hoduje się w ogrodach zoologicznych, jak tutaj w Brevard Zoo

Liczebność świni wisajskiej spada. Międzynarodowa Unia Ochrony Przyrody (IUCN) uznaje ją za gatunek krytycznie zagrożony wyginięciem. Po raz pierwszy IUCN rozpoznała świnię wisajską w 1988 roku, uznając ją jeszcze za podgatunek świni brodatej i zaliczając do gatunków narażonych na wyginięcie, co podtrzymano 2 lata później. W 1994 roku już jako osobny gatunek świnię wisajską uznano za zagrożoną wyginięciem. W 1996 roku status podniesiono do gatunku krytycznie zagrożonego wyginięciem, co podtrzymano w 2008 roku i w ostatniej ocenie z 2016 roku opublikowanej w 2017 roku. IUCN uzasadnia to drastycznym spadkiem liczebności populacji, z której na przestrzeni trzech ostatnich pokoleń nie pozostała jedna piąta. Zwierzę wytrzebiono na większej części jego dawnego zasięgu, ocalał w jakichś 2%. Nie ma go już na Cebu, Ticao ani Guimaras. Na Mosbate ostatnią świnię wisajską widziano w 1993 roku, więc gatunek uważa się za wymarły bądź funkcjonalnie wymarły. Na wyspach, gdzie jeszcze egzystuje, zajmuje około 6 i powyżej 4% powierzchni. Wszystkie ocalałe populacje wykazują fragmentację. Wśród zagrożeń wymienia się degradację siedlisk, w tym wylesianie, rolnictwo żarowe, kaingin, nadmierne polowania przez człowieka, w tym dla rozrywki, w odwecie za niszczenie plonów i dla mięsa dwukrotnie droższego od wieprzowiny świni domowej, oraz krzyżowanie się ze świniami domowymi. Lokalna ludność nie lubi świni wisajskiej, której zdarza się buszować w plonach.
Oficjalnie filipińskie prawo chroni świnię wisajską. W praktyce prawa tego się nie przestrzega. Występuje w Parkach Narodowych Mount Canlaon, North Negros, Mount Talinis/Lake Balinsasayao i proponowanym West Panay Mountains, w rzeczywistości nie dostarczają one jednak niezbędnej ochrony. W 1992 roku założono Visayan Warty Pig Conservation Programme (VWPCP, program ochrony świni wisajskiej) pod auspicjami Memorandum of Agreement między rządowym Department of Environment and Natural Resources a Zoological Society of San Diego. Prowadzi działania edukacyjne i terenowe, zakłada centra rozrodu i ochrony. Ratuje się także osobniki nielegalnie schwytane przez kłusowników, sprzedawane na targach, złapane we wnyki, trzymane jako zwierzęta domowe.
Świnię wisajską hoduje się w ogrodach zoologicznych. Ochrona gatunku wymaga kolejnych terenów chronionych, jak postulowany Park Narodowy Panay Mountains, ale może się to okazać niewystarczające. Jako konieczna wskazano też hodowlę gatunku w niewoli. Centrum ochrony w Panay przekazało stado hodowlane zoo w San Diego i kolejne stado liczące 4 samce i 4 samice otrzymało zoo w Rotterdamie. Osobniki trzymane w niewoli wykorzystano do badań genetycznych. Później świnie te pojawiły się też w innych ogrodach zoologicznych, jak zoo w Cincinnati. W Polsce świnię wisajską oglądać można w zoo w Łodzi.